# Kirchenbezirk Süddeutschland
| Selbständige Evangelisch-Lutherische Kirche Kirchenbezirk Süddeutschland | Selbständige Evangelisch-Lutherische Kirche Kirchenbezirk Süddeutschland |
| ------------------------------------------------------------------------ | ------------------------------------------------------------------------ |
|                                                                          |                                                                          |
| Basisdaten                                                               |                                                                          |
| Leitender Geistlicher:                                                   | Superintendent Scott Morrison                                            |
| Kirche:                                                                  | Selbständige Evangelisch-Lutherische Kirche                              |
| Kirchenregion:                                                           | Süd                                                                      |
| Gemeinden:                                                               | 20 in 12 Pfarrbezirken                                                   |
| Anschrift:                                                               | Wagenburgstr. 70/1 70184 Stuttgart                                       |
| Internetauftritt:                                                        | Superintendentur                                                         |

Der Kirchenbezirk Süddeutschland ist ein Kirchenbezirk der Selbständigen Evangelisch-Lutherischen Kirche (SELK) und eine Körperschaft des öffentlichen Rechts.

## Struktur
Dem Kirchenbezirk steht als leitender Geistlicher ein Superintendent vor, der mit dem Kirchenbezirksbeirat die Leitung innehat. Weitere Organe sind die Kirchenbezirkssynode, die jährlich tagt. Synodale stellt eine Kirchengemeinde mit jeweils einem Laienvertreter und dem Gemeindepfarrer. Neben der Synode ist der Bezirkspfarrkonvent, dem alle Pfarrer im aktiven Dienst mit Sitz und Stimme angehören, Organ des Kirchenbezirks. Dieser Kirchenbezirk gehört zur Kirchenregion Süd der SELK.

## Lutherische Kirchengemeinden
- Pfarrbezirk Fürth/Walpershofen
- Pfarrbezirk Heidelberg/Mannheim
- Pfarrbezirk Kaiserslautern/Landau
- Pfarrbezirk Nürnberg/Crailsheim/Mühlhausen
- Pfarrbezirk Konstanz
- Pfarrbezirk Memmingen
- Pfarrbezirk München
- Pfarrbezirk Saarbrücken/Spiesen-Elversberg
- Pfarrbezirk Sperlingshof (Wilferdingen)

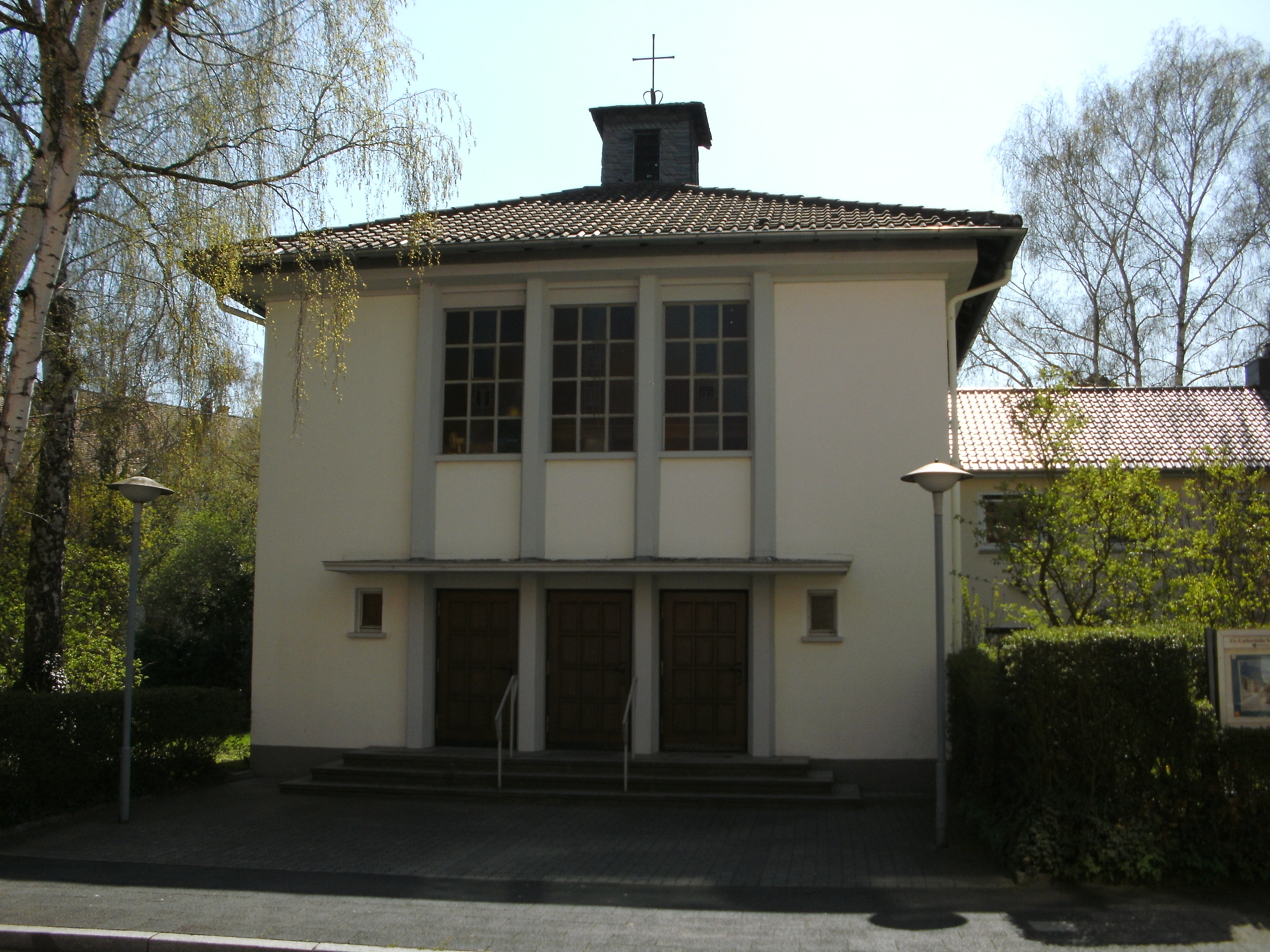
Pfarrbezirk Stuttgart/Tübingen  - St.-Michaelis-Kirche, Kaiserslautern
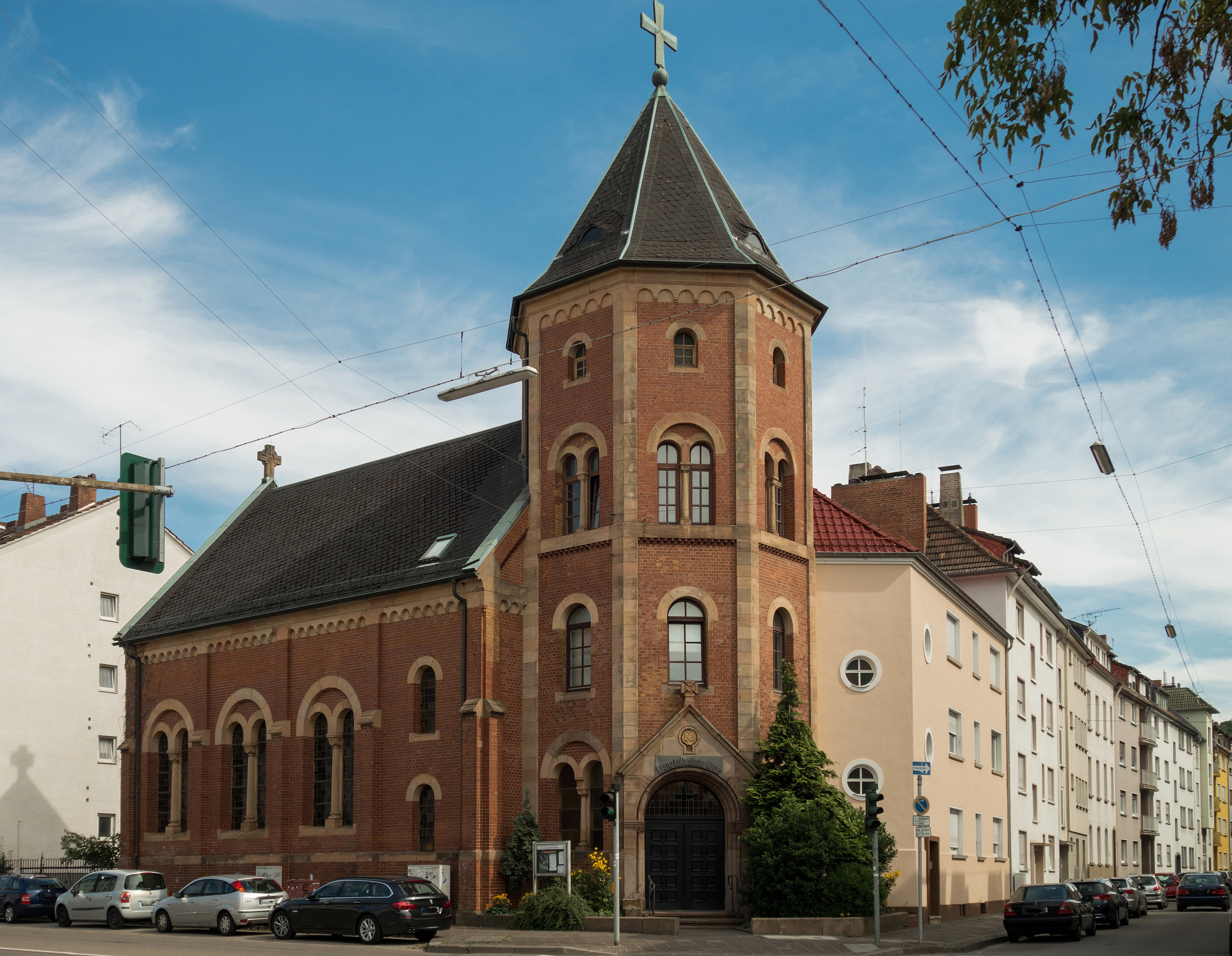
Immanuelkirche, Saarbrücken
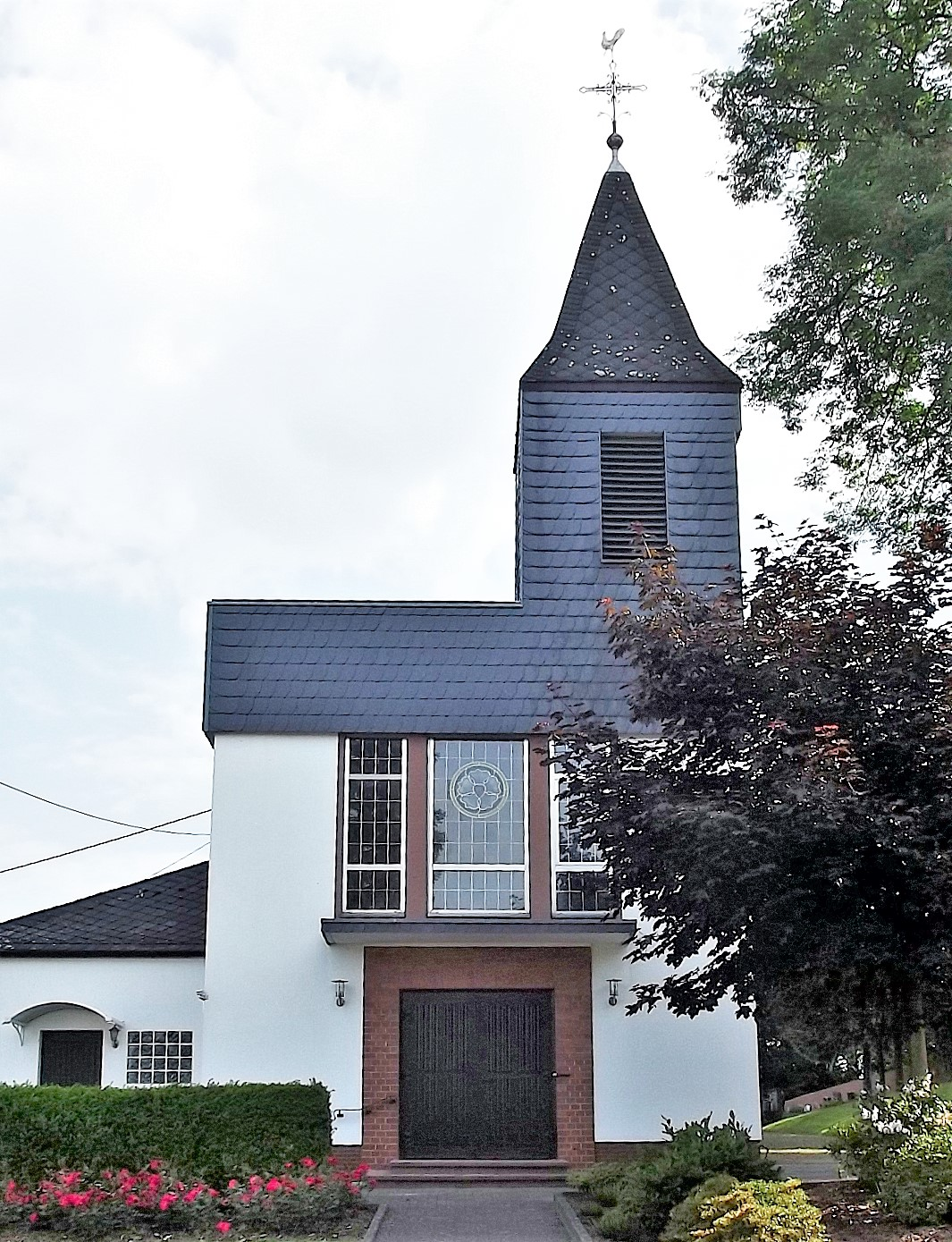
Lutherische Kirche, Walpershofen
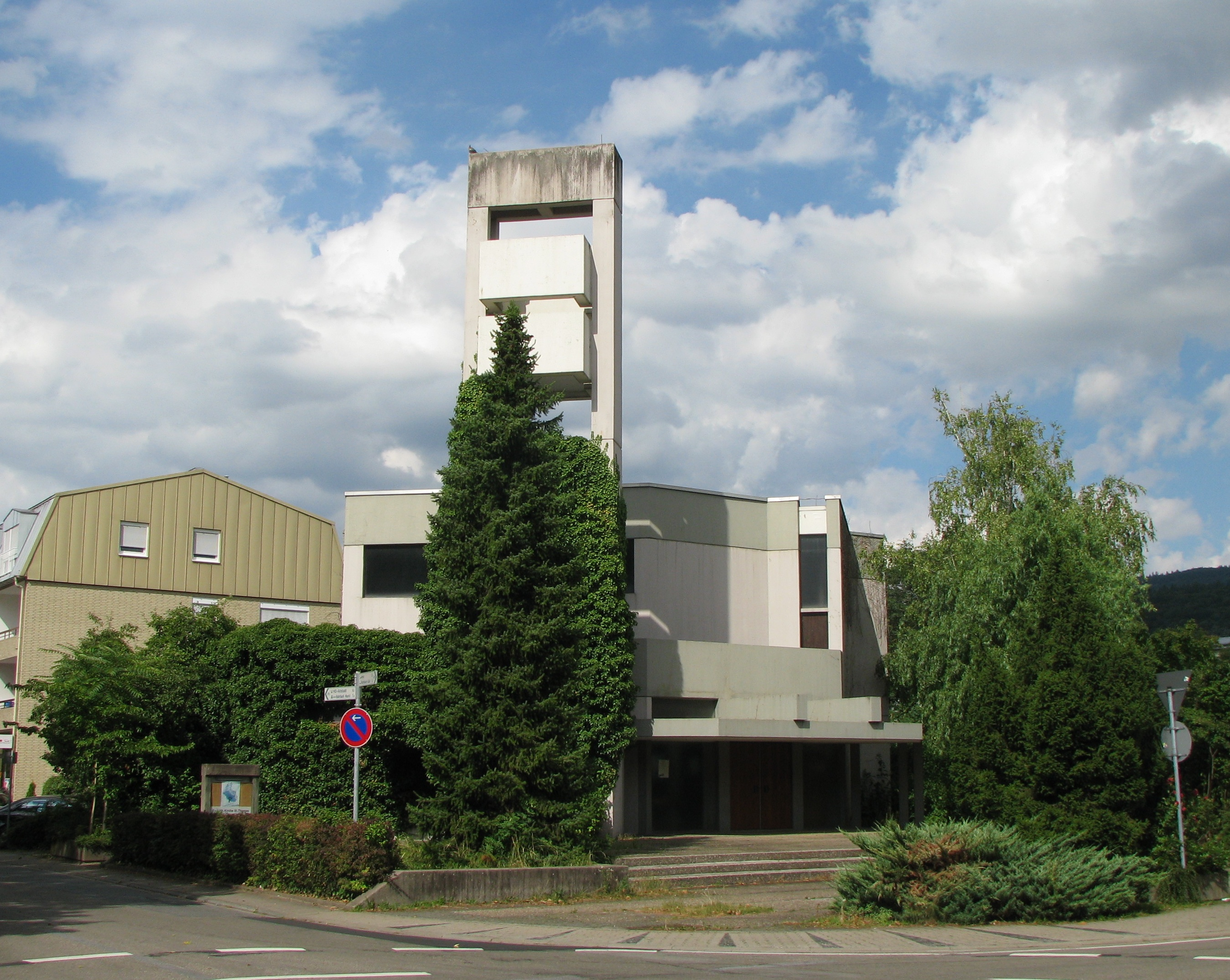
St.-Thomas-Kirche, Heidelberg
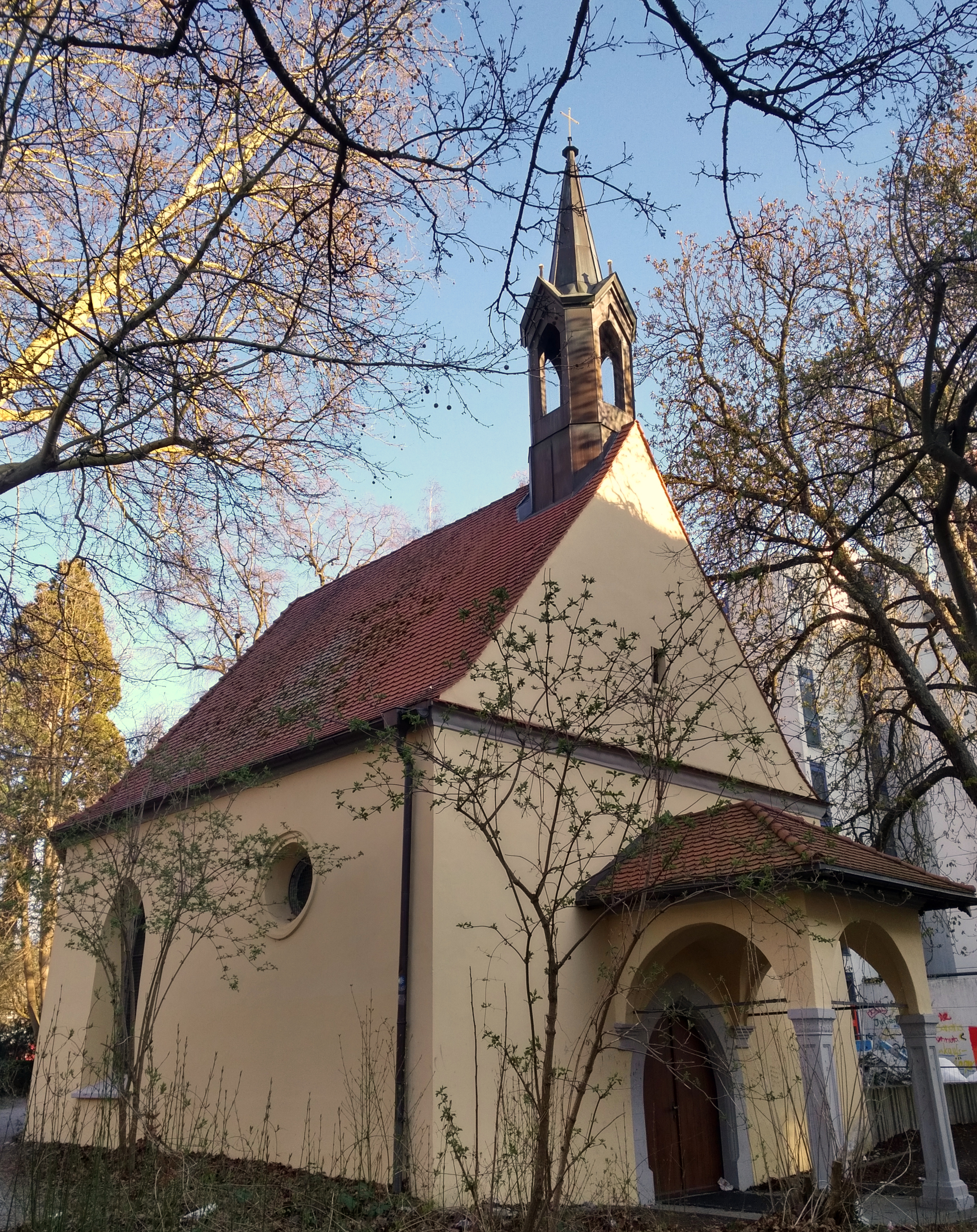
Schottenkapelle, Konstanz
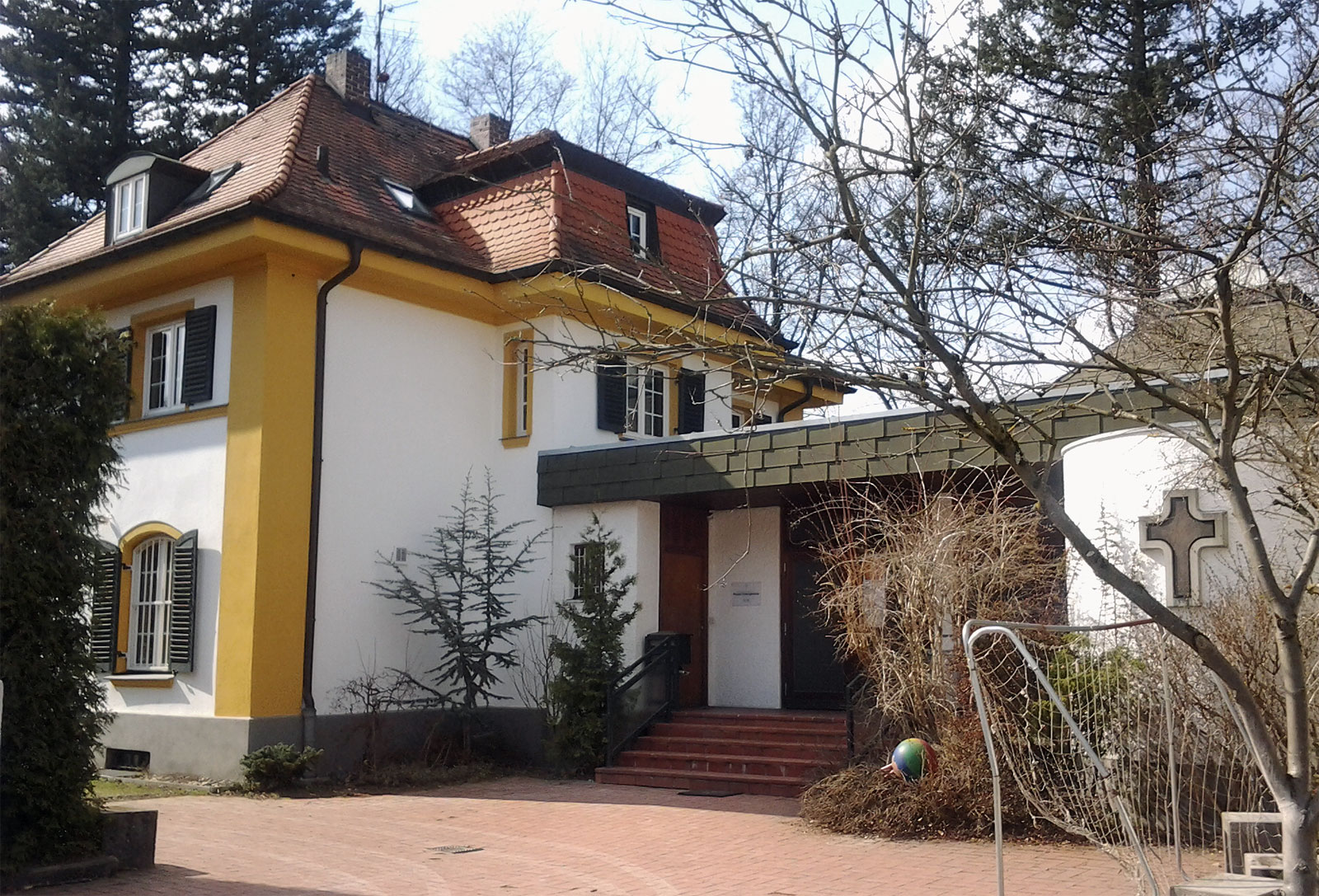
Trinitatiskirche, München (vor dem Umbau)
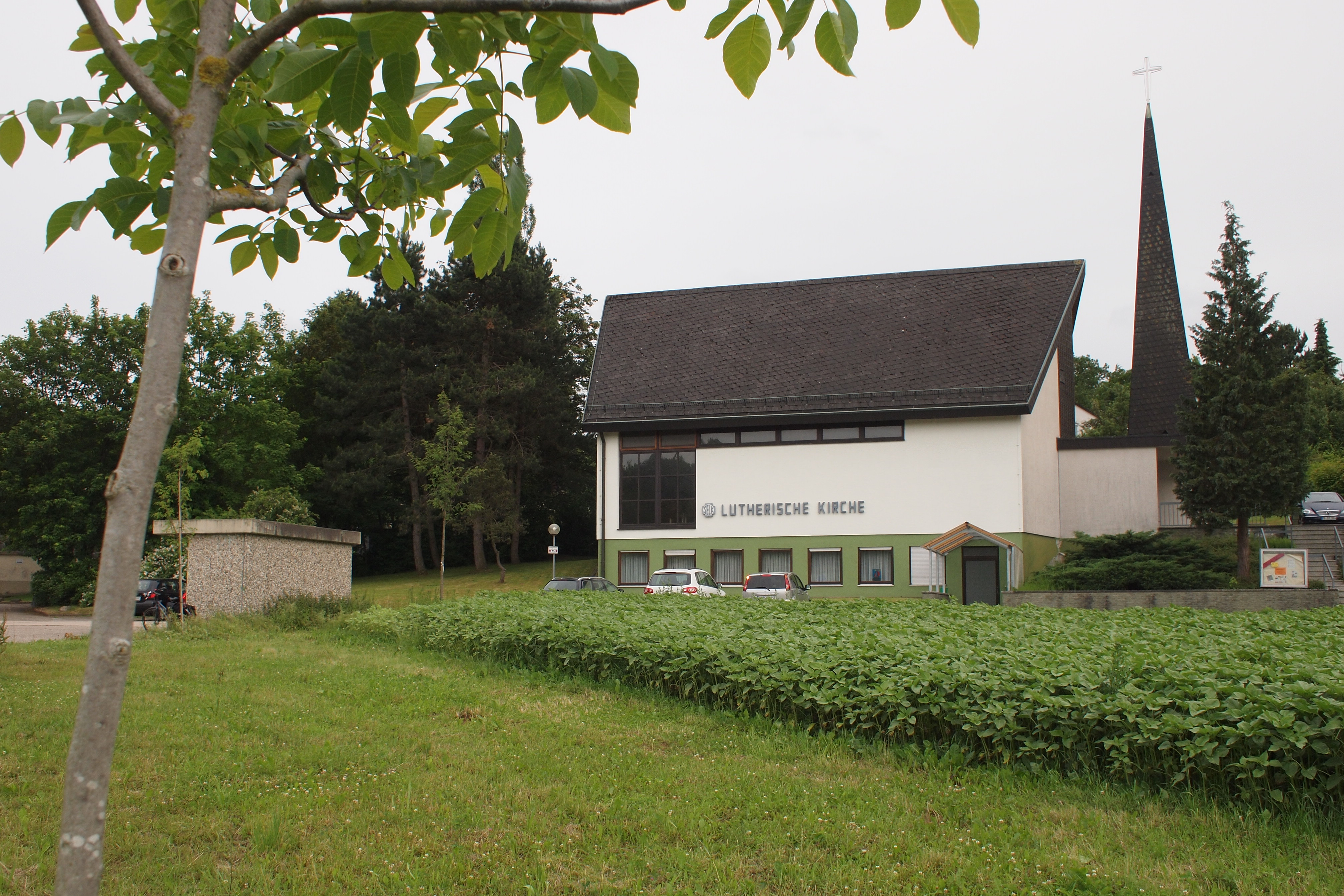
Dreieinigkeitskirche, Sperlingshof
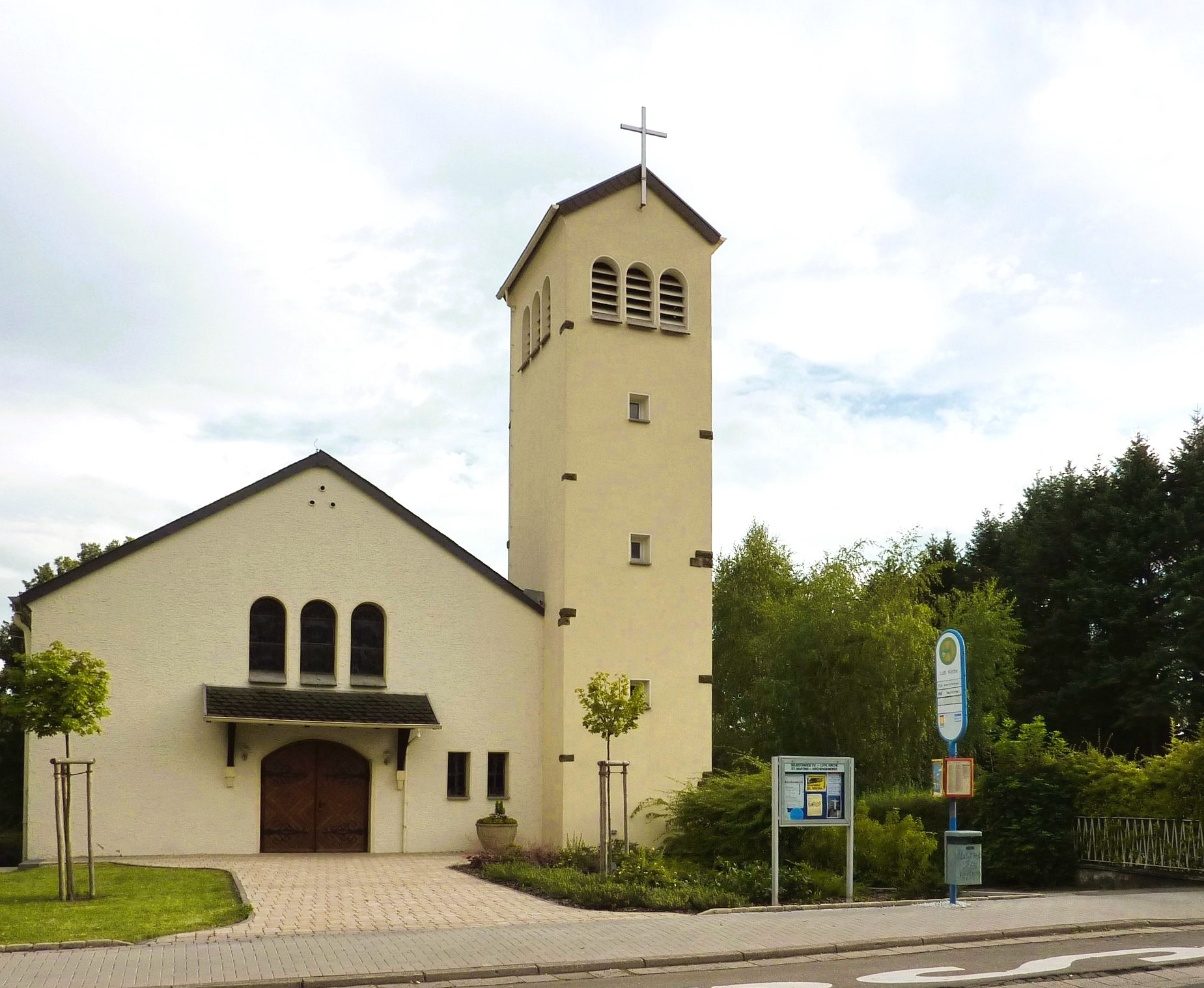
St.-Martins-Kirche, Spiesen-Elversberg
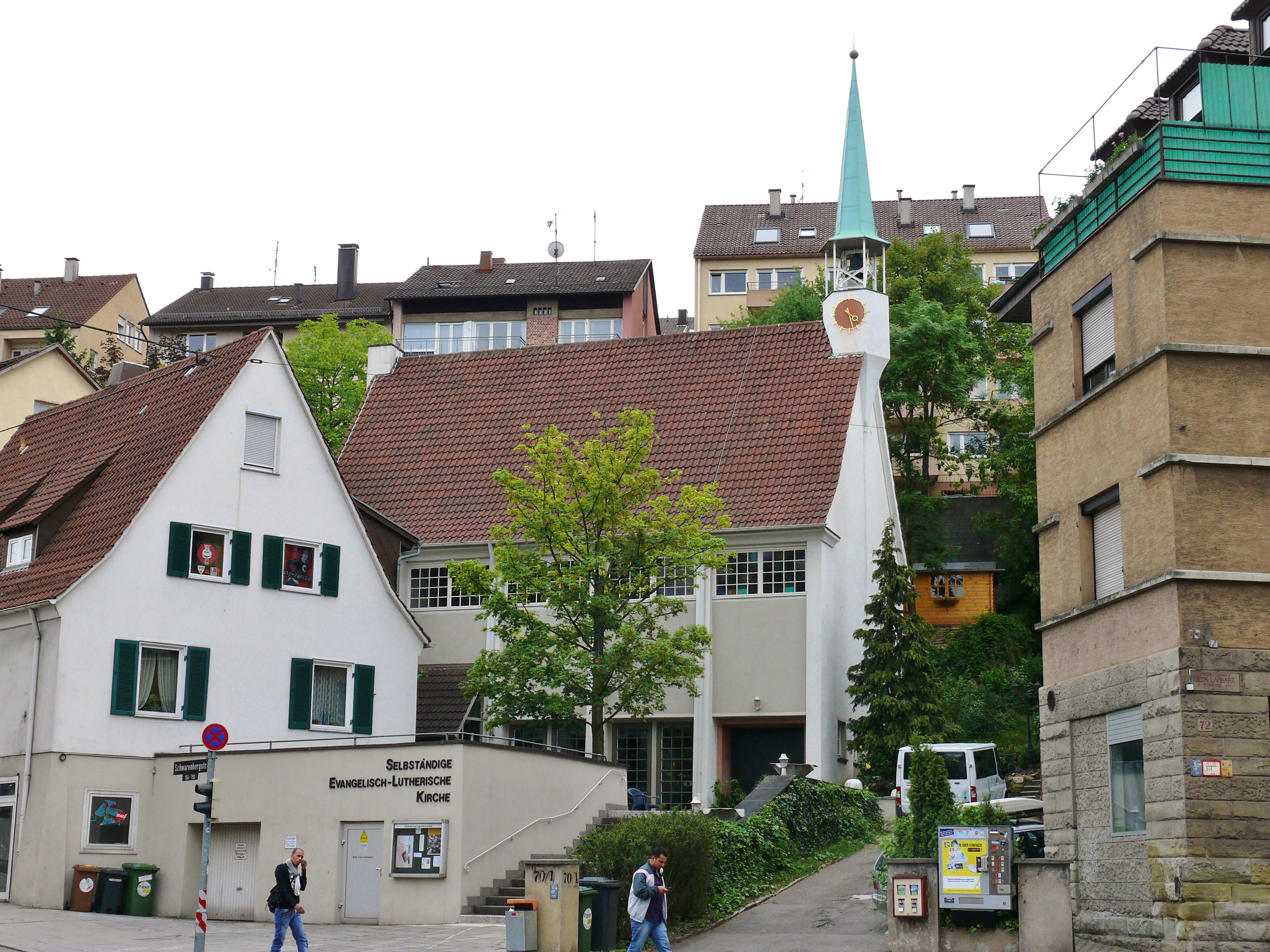
Immanuelskirche, Stuttgart
  - Immanuelkirche, Saarbrücken
  - Lutherische Kirche, Walpershofen
  - St.-Thomas-Kirche, Heidelberg
  - Schottenkapelle, Konstanz
  - Trinitatiskirche, München (vor dem Umbau)
  - Dreieinigkeitskirche, Sperlingshof
  - St.-Martins-Kirche, Spiesen-Elversberg
  - Immanuelskirche, Stuttgart

## Superintendentur
Der derzeitige Superintendent des Kirchenbezirks Süddeutschland ist Scott Morrison. Die Superintendentur befindet sich in Stuttgart.

## Kirchenbezirksbeirat
Der Kirchenbezirksbeirat besteht aus dem Superintendenten, zwei Pfarrern und drei Laien.